# Bridgette Wilson
Bridgette Leann Wilson-Sampras (25 september 1973) is een Amerikaanse actrice, zangeres en model. Wilson begon haar carrière als actrice nadat ze in 1990 als Miss Teen USA werd gekroond. Ze speelde het karakter van Lisa Fenimore in de soap Santa Barbara van april 1992 tot januari 1993.
Ze verscheen in verschillende films uit de jaren negentig, waaronder Last Action Hero (1993) in haar filmdebuut, Higher Learning (1995), Mortal Kombat (1995) en Billy Madison (1995). Later had ze rollen in I Know What You Did Last Summer (1997), House on Haunted Hill (1999), The Wedding Planner (2001) en Shopgirl (2005).
Wilson is getrouwd met proftennisser Pete Sampras, met wie ze twee zonen heeft.

## Filmografie
- Last Action Hero (1993) als Whitney Slater/Meredith
- Higher Learning (1995) als Nicole
- Billy Madison (1995) als Veronica Vaughn
- Mortal Kombat (1995) als Sonya Blade
- Nixon (1995) als Sandy
- Final Vendetta (1996) als Jennifer Clark
- The Stepsister (1997) als Melinda Harrison (tv-film)
- The Real Blonde (1997) als Sahara
- I Know What You Did Last Summer (1997) als Elsa Shivers
- Starstruck (1998) als Sandra
- Love Stinks (1999) als Chelsea Turner
- House on Haunted Hill (1999) als Melissa Margaret Marr
- The Wedding Planner (2001) als Fran Donolly
- Buying the Cow (2002) als Sarah
- Extreme Ops (2002) als Chloe
- Shopgirl (2005) als Lisa Cramer
- Phantom Punch (2008) als Farah

### Televisie
*Exclusief eenmalige optredens
- Saved by the Bell (1992) als Ginger
- Santa Barbara (1992-1993) als Lisa Fenimore Castillo
- The $treet (2000-2001) als Bridget Deshiel

## Discografie
- I Only Want to Be with You (1994)
- Gimme a Kiss (1996)